# سباستین اگورن
سباستین اگورن (انگلیسی: Sebastián Eguren؛ زادهٔ ۸ ژانویهٔ ۱۹۸۱) یک بازیکن فوتبال اهل اروگوئه است.
وی همچنین در تیم ملی فوتبال اروگوئه بازی کرده‌است.